# فالبوگی
فالبوگی (به لهستانی:  Falbogi) یک روستا در لهستان است که در گمینا کاووشن واقع شده‌است.